# Nodul rutier Orange
Nodul rutier Orange este un nod rutier situat pe teritoriul comunei Orange. Este alcătuit dintr-un ansamblu de bretele de legătură și un sens giratoriu. Nodul rutier permite, pe de o parte, separarea autostrăzii A9 de autostrada A7 și, pe de altă parte, deservirea orașului Orange.

## Drumuri deservite
- A7: axa Lyon - Marsilia/Nisa;
- A9: spre Nîmes, Montpellier și Spania;
- RD 17: spre centrul orașului Orange, Valréas, Nyons și Caderousse.